# هوت‌آباد (پیشین)
هوت‌آباد روستایی در دهستان پیشین بخش پیشین شهرستان راسک استان سیستان و بلوچستان ایران است.

## جمعیت
بر پایه سرشماری عمومی نفوس و مسکن در سال ۱۳۹۵ جمعیت این روستا ۵۹۷ نفر (۱۴۰خانوار) بوده‌است.